# Tamás Darnyi
Tamás Darnyi (Boedapest, 3 juni 1967) is een voormalig Hongaarse zwemmer. Hij regeerde vanaf midden jaren tachtig van de 20e eeuw ruim zeven jaar lang op de fysiek veeleisende wisselslag. De veelzijdige zwemmer was een typisch product van de Hongaarse zwemschool, die bekendstaat om zijn ijzeren discipline.
Darnyi's zwemcarrière begon op zijn zesde, toen zijn vader, een medewerker in de staalfabriek, een advertentie over zwemlessen in de krant las. Junior kwam zodoende terecht bij de Central Sports Club van Tamás Szechy, de geestelijk vader van het Hongaarse zwemmen. Hongarije's succesvolste zwemcoach onderwierp zijn pupil aan een rigide trainingsprogramma. Darnyi trainde als tiener samen met 's lands beste wisselslagzwemmers, die beiden het wereldrecord op de 400 meter wisselslag hadden verbeterd.
Op zijn vijftiende raakte Darnyi blind aan zijn linkeroog, een gevolg van een ijsbal die hem drie jaar eerder had getroffen. Boze tongen beweren echter dat hij zijn gezichtsvermogen verloor na een woede-uitbarsting van zijn coach, die een schoen naar zijn pupil zou hebben gegooid. Het talent moest vier laseroperaties ondergaan om (een deel van) zijn gezichtsvermogen te redden.
Zijn rentree in het zwembad kreeg gestalte bij de Europese kampioenschappen van 1985 in Sofia, waar hij de titel won op de 200 meter wisselslag én op de 400 meter wisselslag. Die indrukwekkende prestatie herhaalde hij bij de Europese titelstrijd van 1987 (Straatsburg) en 1989 (Bonn).
Darnyi's mondiale doorbraak als topzwemmer kwam bij de wereldkampioenschappen van 1986 in Madrid, waar hij regerend olympisch kampioen Alex Baumann uit Canada versloeg, zowel op de 200 als op de 400 meter wisselslag. Een jaar later verbeterde de Hongaar het wereldrecord op beide afstanden. In totaal scherpte hij zes wereldrecords aan op de wisselslag en één op de rugslag (kortebaan).
Ongenaakbaar was Darnyi ook bij de Olympische Spelen. Zowel in Seoel (1988) als in Barcelona (1992) zegevierde hij op zijn beide favoriete afstanden. Tussendoor, bij de wereldkampioenschappen van 1991 in Perth, prolongeerde de allrounder zijn vijf jaar eerder behaalde titels.
Darnyi werd drie keer uitgeroepen tot Europees Zwemmer van het Jaar (1987, 1988 en 1991), en één keer tot World Swimmer of the Year (1991).
1968: Charles Hickcox ·
1972: Gunnar Larsson ·
1984: Alex Baumann ·
1988: Tamás Darnyi ·
1992: Tamás Darnyi ·
1996: Attila Czene ·
2000: Massimiliano Rosolino ·
2004: Michael Phelps ·
2008: Michael Phelps ·
2012: Michael Phelps ·
2016: Michael Phelps ·
2020: Wang Shun ·
2024: Léon Marchand
1964: Dick Roth ·
1968: Charles Hickcox ·
1972: Gunnar Larsson ·
1976: Rod Strachan ·
1980: Oleksandr Sydorenko ·
1984: Alex Baumann ·
1988: Tamás Darnyi ·
1992: Tamás Darnyi ·
1996: Tom Dolan ·
2000: Tom Dolan ·
2004: Michael Phelps ·
2008: Michael Phelps ·
2012: Ryan Lochte ·
2016: Kosuke Hagino ·
2020: Chase Kalisz ·
2024: Léon Marchand